# Серафим (Жоантэ)
Митрополи́т Серафи́м (рум. Mitropolit Serafim, в миру Ромул Жоантэ, рум. Romul Joantă; 4 сентября 1948, Бохольц) — епископ Румынской православной церкви, архиепископ Берлинский, митрополит Германский, Центрально и Северо-Европейский.

## Биография
Он вырос в православной семье, будучи младшим из пяти детей. Окончил гимназию и лицей в городе Фэгэраш. С 1970 по 1974 год обучался в Богословском институте в Сибиу, который окончил со степенью бакалавра.
В 1974 году, сохраняя безбрачие, был рукоположен в сан священника и до следующего года служил на приходе в Пожорте жудеца Брашов. В 1975—1982 годах служил музеографом и священником в соборе коронации в Алба-Юлии.
В 1982—1985 годах обучался в Свято-Сергиевском богословском институте в Париже, который окончил с докторской степенью за сочинение «Румыния — традиции и культура исихазма» (фр. Roumanie tradition et culture hésychastes). С 1986 по 1989 год был преподавателем Свято-Сергиевского института, читая лекции о истории вселенских соборов и истории православных церквей.
Вернулся в Румынию незадолго до революции в декабре 1989 года. В 1989—1990 годы был ассистентом богословского факультета в Сибиу.
12 февраля 1990 года был избран викарием Сибиуской архиепископии с титулом  Фэгэрашский. 17 февраля того года пострижен в монашество с именем Серафим и возведён в сан архимандрита.
11 марта 1990 года рукоположен во епископа Фэгэрашского, и настолован. Оставался на этой должности до 1994 года, отвечая за миссию, катехезацию и филантропическую деятельность Ардяльской митрополии. Параллельно он преподавал на факультете православной теологии в Сибиу курсы христианской миссии и курсы православной духовности.
Являлся синодальным делегатом от Румынской Церкви в Москву и Страсбург в 1990 году, в греческий Торто Корес в 1993 году.
16 октября 1993 года епархиальное собрание в Ахене избрало его архиепископом Берлинским, митрополитом румынским в Центральной Европе. 12 января 1994 года Священный Синод Румынской Православной Церкви утвердил избрание, и 5 июня того же года последовало его настолование в Мюнхене. 5 июля 1994 года Священный Синод Румынской Православной Церкви назначил его местоблюстителем румынской Архиепископии Западной Европы с центром в Париже. Оставался в таковом качестве до 1998 года. Таким образом, в его ведении находились тогда 15 стран Европы. Его главная задача состояла в том, чтобы собрать вокруг Православной Церкви румын, разбросанных по диаспоре, укрепить существующие приходы и организовать новые православные миссии в странах, находящихся под его юрисдикцией, подыскав для них священников, способных координировать деятельность за рубежом. Все эти мероприятия проводились только через пожертвования верующим без обеспечения финансовой базы.
При его интронизации в Германии было всего девять приходов, два в Австрии и три в северных странах. Несмотря на напряжённые усилия митрополита Серафима, желавшего объединить всех православных румын в под юрисдикцией Румынского патриархата, в то время как некоторые приходы находились в ведении Константинпольского патриархата или РПЦЗ, а их верующие с подозрение смотрели на любого представителя Румынской патриархии. Путь административной организации новой митрополии был трудным. Во-первых, он был поддержан католическим Институтом восточных церквей в Регенсбурга. Там была под рукой поддержка, необходимая для проведения мероприятий. Эта фаза продолжалась до 2001 года. Административные усилия были конкретизированы в юридическом плане путём получения статуса религиозной корпорации публичного права, которую митрополия получила в 2006 году от земли Бавария.
Митрополит Серафим благословил создание 31 новых приходов в Германии и 5 в Австрии. Он рукоположен для собственной епархии 27 священников и диаконов. Особое внимание уделялось покупке и строительству новых церквей. В 1999 году митрополия купила в Нюрнберге бывшую евангельскую церковь, известную как Эпифаниаскирхе, которую она восстановила с нуля. Церковь стала православным собором Нюрнберга, а в отремонтированных зданиях был основан монастырь святых мучеников Брынковенских с иконописной мастерской, офисными помещениями, комнатами для гостей и помещениями для проведения конференций и собраний. В Штутгарте была куплена в евангелическая церковь святого Петра. Дом Михаила Иоганна Альбрехта Бенгеля и превращён в православную церковь. В Оффенбах-на-Майне в 2002 году была куплена часть здания для переделывания её в церковь. Две церкви были освящены Патриархом Даниилом 13 и 14 июня 2009 года в Зальцбурге и Вене, а краеугольный камень для двух других был заложен 13 мая 2006 года в Берлине и Мангейме. По состоянию на 1 января 2017 года 88 приходов и филиалов существовали только в Германии, 15 в Австрии и один в Люксембурге, что вместе с приходами прихода Северной Европы насчитывает 163 церковных единицы по всей митрополии.
Православная литургия на румынском языке стала неотъемлемой частью религиозного предложения в телевизионных передачах в Германии и в несколько раз транслировалась в прямом эфире прямо из митрополичьего собора в Нюрнберге. Чтобы закрепить румынские общины в регионах, где они были созданы, особое внимание уделяется совершению некоторых частей литургической службы на языке стран, в которых пребывают эти общины. С этой целью митрополит Серафим редактировал двуязычные литургические книги. Они хорошо восприняты не только западными, но и христианами других православных церквей, которые участвуют в богослужениях, совершаемых в румынских приходах.
Он основал две публикации «Scrisoarea duhovnicească» и «Deisis». Первый из них издаётся ежемесячно только на румынском языке и детально информирует о деятельности митрополии. Другой — ежегодный журнал православной культуры и духовности и издаётся на двух языках.

## Публикации
- Roumanie. Tradition et culture hesychastes, Paris, 1987, 318 p. (în colecția Spiritualite orientale; versiunea engleză, 1992, XXX + 253 p.; versiunea romanească, București, 1994, 263 p.)
- Le renouveau philocalique du XVIII-e siecle et son influence sur la vie liturgique // vol. Liturgie. Conversion et Vie monastique, Roma, 1989, p. 159-183.
- Les disciples roumaines du staretz Paissiy // Messager orthodoxe. II, 1987, p. 66-78.
- Sfânta Liturghie // vol. Credința ortodoxă și viața creștină, Sibiu, 1992, p. 281-298.
- Din istoria isihasmului până în secolul XV // vol. Persoană și comuniune. Prinos de cinstire Pr. Prof. Acad. Dumitru Stăniloae, Sibiu, 1993, p. 549-564.
- Deasă sau rară împărtășire // Neofit Kavsokalivitul, Nicodim Aghioritul: Despre dumnezeiasca împărtășanie cu preacuratele lui Hristos taine. Sibiu 1993. p. 9-24.
- Jürgen Henkel. Aus dem Glauben leben. Gesammelte Texte von Metropolit Serafim von Deutschland, Zentral- und Nordeuropa zur orthodoxen Theologie und Spiritualität (нем.). — Hermanstadt, Sibiu: Schiller Verlag, 2008. — ISBN 978-973-88756-3-0.
- Geistliche Vaterschaft und Gegenwart // Glaube in der 2.Welt. Ökumenisches Forum für Glauben, Religion und Gesellschaft in Ost und West. Heft 3/2009 (37. Jahrgang), p. 21-23. ISSN 02544377
- Orthodoxie zwischen Tradition und Moderne // Glaube in der 2. Welt. Ökumenisches Forum für Glauben, Religion und Gesellschaft in Ost und West. Heft 10/2009 (37. Jahrgang), p. 12-15. ISSN 02544377
- Grundlegende Werte der Orthodoxie // Glaube in der 2. Welt. Ökumenisches Forum für Glauben, Religion und Gesellschaft in Ost und West. Heft 12/2009 (37. Jahrgang).
- Die Eucharistie in der orthodoxen Tradition // Orthodoxie aktuell. Informationen aus der Orthodoxen Kirche, Heft 6 (Juni 2010) (14. Jahrgang), p. 2-6.

## Награды
- Кавалер ордена Звезды Румынии (2012 год, Румыния)[15].
- Великий офицер ордена «За заслуги перед культурой»[рум.] в категории G «Культы» (2004 год, Румыния)[16].
- Баварский орден «За заслуги» (2015 год, Бавария, Германия).
- Медаль Баварской конституции в серебре.